# Линия Румои
Главная линия Румои, или линия Румои (留萌本線 румои хонсэн) — железнодорожная линия в Японии, в Хоккайдо. Линия соединяет города Фукагава и Румои на западе острова. Обслуживается Hokkaido Railway Company.

## История
Линия была построена Министерством железных дорог Японии в целях развития провинции Тэсио, для перевозки угля и древесины из порта Румои. 23 ноября 1910 вступил в строй участок Фукагава-Румои, 5 ноября 1911 — участок Румои — Масике. Имелись планы продления линии вдоль берега Японского моря до Саппоро, однако они не были реализованы ввиду отсутствия спроса.
После приватизации Японских национальных железных дорог 1 апреля 1987 года линия перешла под управление Hokkaido Railway Company. В 1999 году JR Freight отменили грузовое сообщение на линии, осуществлявшееся на участке Фукагава — Румои.

## Закрытие
В связи с падением пассажиропотока на линии в апреле 2016 JR Hokkaido проинформировало местные власти о планах закрытия 16,7-километрового участка Румои — Масике. Участок был закрыт 5 декабря 2016 года и заменен автобусным сообщением. Также в ноябре 2016 было объявлено, что в связи с нерентабельностью оставшийся участок включен в список 4 линий, подлежащих закрытию до 2020 года.

## Описание
Линия целиком однопутная, за исключением единственного сохранившегося разъезда (Тогесита). Путевое развитие также имеется на станции Румои, до закрытия перегона до Масике она тоже использовалась для скрещения поездов. На линии обращается 8 пар местных поездов в день. В сообщении используются дизель-поезда KiHa-54.